# 華約聯軍之歌
《华约联军之歌》（俄语：Песня объединённых сил ОВД，Pesnya obyedinyonnykh sil OVD），又称《华沙条约之歌》或《兄弟联盟之歌》，是历史上在华沙条约组织（简称“华约”）成员国军队及其相关活动中流传的一首具有代表性的进行曲风格歌曲。它并非华约组织的官方指定盟歌，但因其主题和广泛的传唱度，被视为象征华约军事同盟精神与意识形态认同的重要文化符号。

## 历史背景与创作
- 华约成立背景：该歌曲的产生与华约的成立（1955年）及其长期存在密切相关。华约成立的最初动因是对抗北约（NATO）和保障东欧社会主义国家的共同安全。
- 集体创作性质：与许多社会主义阵营的群众歌曲类似，《华约联军之歌》的具体词曲作者通常难以考证或不突出个人署名，更强调集体创作和国家意志。其创作深受苏联军事音乐传统的影响。
- 政治宣传功能：歌曲主要作为鼓舞士气、强化同盟认同和进行政治宣传的工具。在联合演习、军事庆典、青年组织活动以及官方媒体的广播中被广泛使用。

## 音乐与歌词特点
- 音乐风格：典型的雄壮激昂的进行曲风格，节奏明快有力，旋律充满战斗性和号召力，易于传唱。乐队演奏通常以铜管乐和打击乐为主。
- 歌词主题：

```
   *   歌颂联盟友谊： 歌词核心在于强调华约成员国（如苏联、波兰、东德、捷克斯洛伐克、匈牙利、罗马尼亚、保加利亚等）在社会主义和共产主义理想旗帜下的兄弟般团结与战斗情谊。
   *   展现军事力量： 描绘成员国军队紧密团结如“兄弟联盟”或“钢铁长城”，歌颂其强大的战斗力与无坚不摧的力量，誓言保卫社会主义阵营。
   *   保卫和平与社会主义事业： 歌词将华约描绘成维护“和平”的盾牌，对抗“帝国主义”（主要指向北约）的威胁，誓言捍卫社会主义制度和革命成果。
   *   忠诚于共同事业： 强调对联盟、对社会主义祖国以及对无产阶级国际主义事业的忠诚。
   *   共同的价值观： 体现社会主义/共产主义的意识形态和共同的革命斗争历史。
```

- 语言版本： 原始创作通常以俄语为主，但在各成员国内也普遍被翻译成本国语（如波兰语、德语、捷克语等）传唱。

### 示例歌词（片段 - 基于流传版本的中文意译）
由于无统一官方版本，具体歌词存在多种变体，以下是常见主题的体现：
兄弟们，坚定地站在一起，
华约联军，威武雄壮！
如坚固的钢铁长城，
捍卫着社会主义的边疆。
从维斯瓦河到易北河，
从喀尔巴阡到黑海岸旁，
联盟的力量坚不可摧，
誓将和平凯歌高唱！
挫败帝国主义的阴谋，
保衛人民劳动的光芒。
忠诚于共同的伟大事业，
华约的旗帜永远飘扬！

## 文化意义与传播
- 同盟象征：在冷战期间，《华约联军之歌》是凝聚华约内部（尤其是军队层面）身份认同的重要听觉符号，象征着成员国在政治、军事上的紧密联盟关系。
- 意识形态载体：歌曲承载和宣扬了社会主义阵营的意识形态、国际主义精神以及对抗西方集团的政治主张。
- 战后记忆： 歌曲成为东欧社会主义时期和冷战历史的记忆符号之一，对于经历过那个时代的人具有特定的历史情感意义。
- 影响力延续：华约虽于1991年解散，但该曲仍在特定场合（如老兵聚会、历史纪念活动、研究冷战文化的领域）被提及或演奏，作为那个时代氛围的体现。它也被一些怀旧网站或冷战主题的音乐合辑收录。
- 文化反思： 在后冷战时代，这首歌曲也成为人们理解与反思冷战历史、阵营对立、军事同盟宣传文化的一个具体对象。

## 评价
- 在其时代背景下的评价：在当时的华约成员国官方语境下，该歌曲被颂扬为体现兄弟情谊、强大力量和保卫和平的典范之作。
- 当代历史视角： 现代历史学者和音乐研究者将其视为冷战特定历史条件下的产物，是研究社会主义阵营宣传艺术、军事文化和社会心理的重要文本。其艺术价值被认为主要体现在其时代性和功能性上。
- 西方视角： 在西方看来，该歌曲是苏东集团军事对抗意志和意识形态输出的明确体现。